# Neil R. Jones
Neil Ronald Jones (* 29. Mai 1909 in Fulton, New York; † 15. Februar 1988 ebenda) war ein US-amerikanischer Science-Fiction Autor.

## Leben
Jones war der Sohn von Clarence E. und Etta Jones, geborene Davis. Von 1942 bis 1945 diente er in der US Army. 1945 heiratete er Gwendoline Rees (1964 verstorben). Nach dem Krieg arbeitete er bei der Arbeitslosigkeitsversicherung des Staates New York bis zu seiner Pensionierung 1973.
Seine erste Kurzgeschichte war The Death's Head Meteor war 1930 in dem Pulp-Magazin Air Wonder Stories erschienen, in der zum ersten Mal in einer SF-Story das Wort „Astronaut“ verwendet wurde. Im Jahr darauf erschien The Jameson Satellite, die erste der Professor-Jameson-Geschichten, einer der längsten Serien der SF-Geschichte, da sich die Publikation über einen Zeitraum von über 35 Jahren erstreckte. 
Jones schrieb fast ausschließlich Space-Opera-Storys, die überwiegend in Amazing Stories veröffentlicht wurden. Er teilte seine Geschichten in drei Gruppen, nämlich Tales of the 24th century, Tales of the 26th century und Professor Jameson, wobei er eine Art konsistenter Geschichte der Zukunft zugrunde legte, ähnlich wie Heinlein später bei dessen Future-History-Geschichten. 
Mit dem Niedergang der Pulp-Magazine beendete auch Jones seine Laufbahn als Schriftsteller. Nach 1951 hat er nichts mehr geschrieben. 1988 starb er im Alter von 78 Jahren und wurde auf dem Mount Adnah Cemetery, Fulton, Oswego County, beerdigt.

## Werke
Durna Rangue (Kurzgeschichten)
- 1 The Asteroid of Death (1931)
- 2 The Moon Pirates (1934)
- 3 Little Hercules (1936)
- 4 Durna Rangue Neophyte (1937)
- 5 Invisible One (1940)
- 6 Vampire of the Void (1941)
- 7 Captives of the Durna Rangue (1941)
- 8 Priestess of the Sleeping Death (1941)
- 9 The Citadel in Space (1951)

Professor Jameson (Kurzgeschichten)
- The Jameson Satellite (1931)
  - Deutsch: Der Jameson-Satellit. In: Das Zeitmausoleum. 1984.
- The Planet of the Double Sun (1932)
  - Deutsch: Planet unter der Doppelsonne. In: Das Zeitmausoleum. 1984.
- The Return of the Tripeds (1932)
  - Deutsch: Die Rückkehr der Dreibeiner. In: Das Zeitmausoleum. 1984.
- Into the Hydrosphere (1933)
  - Deutsch: Hinein in die Hydrosphäre. In: Das Zeitmausoleum. 1984.
- Time's Mausoleum (1933)
  - Deutsch: Das Zeitmausoleum. In: Das Zeitmausoleum. 1984.
- The Sunless World (1934)
- Zora of the Zoromes (1935)
  - Deutsch: Prinzessin Zora. In: Zwillingswelten. 1985.
- Space War (1935)
  - Deutsch: Krieg im All. In: Zwillingswelten. 1985.
- Labyrinth (1936)
  - Deutsch: Das Labyrinth. In: Zwillingswelten. 1985.
- Twin Worlds (1937)
  - Deutsch: Zwillingswelten. In: Zwillingswelten. 1985.
- On the Planet Fragment (1937)
  -     - Deutsch: Der Planet Fragment. In: Metallmond. 1986.
- The Music-Monsters (1938)
- The Cat-Men of Aemt (1940)
- Cosmic Derelict (1941)
- Slaves of the Unknown (1942)
- Doomsday on Ajiat (1942)
  - Deutsch: Der Untergang von Aijat. In: Metallmond. 1986.
- The Metal Moon (1949)
  - Deutsch: Der Metallmond. In: Metallmond. 1986.
- Parasite Planet (1949)
- World Without Darkness (1950)
- The Mind Masters (1950)
- The Star Killers (1951)
- In the Meteoric Cloud (1968)
  - Deutsch: Die Meteoritenwolke. In: Metallmond. 1986.
- The Accelerated World (1968)
  - Deutsch: Die rasende Welt. In: Metallmond. 1986.
- Exiles from Below (1989)

Professor Jameson (Sammlungen)
- 1 The Planet of the Double Sun (1967)
- 2 The Sunless World (1967)
- 3 Space War (1967)
- 4 Twin Worlds (1967)
- 5 Doomsday on Ajiat (1968)

Professor Jamesons Weltraum-Abenteuer
- 1 Das Zeitmausoleum. Moewig Science Fiction #3629, 1984, ISBN 3-8118-3629-3.
- 2 Zwillingswelten. Moewig Science Fiction #3673, 1985, ISBN 3-8118-3673-0.
- 3 Metallmond. Moewig Science Fiction #3674, 1986, ISBN 3-8118-3674-9.

Professor Jameson's Interstellar Adventures
- Professor Jameson's Interstellar Adventures #1: The Jameson Satellite & Planet of the Double Sun (2005)
- Professor Jameson's Interstellar Adventures #2: Time's Mausoleum & The Sunless World (2009)

The Professor Jameson Saga
- 1 The Professor Jameson Saga: Book One (2015)
- 2 The Professor Jameson Saga: Book Two (2015)
- 3 The Professor Jameson Saga: Book Three (2016)
- 4 The Professor Jameson Saga: Book Four (2017)

Kurzgeschichten
- The Death's Head Meteor (1930)
- The Electrical Man (1930)
- Shadows of the Night (1930)
- Spacewrecked on Venus (1931)
- Suicide Durkee's Last Ride (1932)
- Escape from Phobos (1933)
- Martian and Troglodyte (1933)
- The Astounding Exodus (1937)
- Kiss of Death (1938)
- Swordsmen of Saturn (1939)
- The Dark Swordsmen of Saturn (1940)
- Liquid Hell (1940)
- Hermit of Saturn's Ring (1940)
- Variant: Hermit of Saturn's Rings (1940)
  - Deutsch: Der weiße Tod. In: Walter Ernsting (Hrsg.): Utopia Science Fiction Magazin, #6. Pabel, 1957. Auch in: Walter Spiegl (Hrsg.): Science-Fiction Stories 21. Ullstein 2000 #37 (2936), 1973, ISBN 3-548-02936-1.
- The Ransom for Toledo (1941)
- Spoilers of the Spaceways (1942)
- The Legend of Interplanetary (1948)